# Florian Zeller
Florian Zeller (Parijs, 28 juni 1979) is een Frans auteur, scenarioschrijver en regisseur. In 2004 won hij de Prix Interallié voor zijn roman Gefascineerd door het ergste.

## Carrière
Florian Zeller behaalde een diploma aan het Parijse Instituut voor Politieke Wetenschappen. Op 22-jarige leeftijd maakte hij met Neiges artificielles zijn debuut als romanschrijver. Zijn grote doorbraak volgde enkele jaren later met de roman Gefascineerd door het ergste, waarvoor hij in 2004 de Prix Interallié mocht in ontvangst nemen.
Naast romans schrijft Zeller ook toneelstukken, films en opera. In de jaren 2010 schreef hij een theatertrilogie bestaande uit La Mère (2010), Le Père (2012) en Le Fils (2018). Vooral Le Père oogstte veel lof en werd in verschillende landen vertaald, waaronder in België en Nederland. Het werd in 2014 bekroond met de Molière-prijs voor beste toneelstuk en twee jaar later genomineerd voor de Tony Award voor beste toneelstuk. In 2019 maakte Zeller onder de titel The Father (2020) ook een Engelstalige verfilming van het toneelstuk.

## Werken

### Theater (selectie)
- L'Autre (2004)
- La Mère (2010)
- La Vérité (2011) (Nederlands: De waarheid)
- Le Père (2012) (Nederlands: Vader[4] of De vader[5])
- Avant de s'envoler (2016) (Nederlands: Het oog van de storm)
- Le Fils (2018)
- Het oog van de storm (2021)

### Film
- The Father (2020)
- The Son (2022)